# Krešimir Lončar
Pour les articles homonymes, voir Lončar.
Krešimir Lončar, né le 12 février 1983 à Split, dans la République socialiste de Croatie, est un joueur croate de basket-ball, évoluant au poste de pivot.

## Carrière

### Palmarès
- Vainqueur et meilleur joueur de la coupe de Russie en 2009 (avec UNICS Kazan)
- Vainqueur de l'EuroCoupe 2012